# Mammillaria insularis
Mammillaria insularis là một loài thực vật có hoa trong họ Cactaceae. Loài này được H.E. Gates mô tả khoa học đầu tiên năm 1938.